# Georgia (Schriftart)
Georgia ist eine Schrift (Font), die 1996 von Matthew Carter für Microsoft entworfen wurde.
Diese moderne Barock-Antiqua zeichnet sich durch Ebenmäßigkeit und Harmonie aus und wurde speziell für klare Darstellung und optimale Lesbarkeit auf Computerbildschirmen entwickelt. Dieses Ziel wurde unter anderem durch das Hinting von Tom Rickner und die große X-Höhe erreicht. Die proportionale Schriftart mit Serifen verfügt darüber hinaus über einen echten Kursivschnitt. Stilistisch ist die Georgia angelehnt an die Schriften, die im englischen Sprachraum als Scotch Roman zusammengefasst werden.
Im Jahre 2006 erlebte die Georgia eine Wiederbelebung im Internet, vor allem durch die Nutzung in Blogs. Auch die Internetauftritte der Frankfurter Allgemeinen Zeitung und der New York Times verwenden sie.
Die Georgia gehört, ebenso wie die vom gleichen Team entworfene Verdana, zu Microsofts Core fonts for the Web. Sie ist in allen aktuellen Microsoft-Betriebssystemen enthalten und ist als Teil der Core fonts auch kostenlos für andere Systeme verfügbar.